# Clathria prolifera
Clathria prolifera är en svampdjursart som först beskrevs av Ellis och Daniel Solander 1786.  Clathria prolifera ingår i släktet Clathria och familjen Microcionidae. Inga underarter finns listade i Catalogue of Life.